# Nathan Milstein
Nathan Mironovitsj Milstein (Russisch: Натан Миронович Мильштейн) (Odessa, 13 januari 1904 volgens de toenmalige Russische kalender: 31 december 1903 – Londen, 21 december 1992) was een Russisch-Amerikaanse violist, die vaak wordt gezien als een van de beste violisten van de 20e eeuw. Hij was vooral bekend door zijn interpretaties van Bachs vioolstukken, en vanwege zijn lange carrière.

## Biografie
Milstein werd geboren in Odessa, dat destijds deel uitmaakte van het Keizerrijk Rusland (tegenwoordig van Oekraïne). Hij was het vierde van in totaal zeven kinderen van een middenklasse Joods gezin. Zijn familie bevatte geen musici. Toen zijn ouders echter een optreden van de elfjarige Jascha Heifetz zagen, besloten ze hun zoon Nathan tot violist te laten opleiden.
Milstein begon met vioollessen toen hij zeven jaar oud was. Hij kreeg eerst les van Piotr Stolyarsky. Daarnaast kreeg hij onder andere les van de bekende violisten Leopold Auer in Sint-Petersburg en Eugène Ysaÿe in België. Tegen filmregisseur Christopher Nupen, regisseur van Nathan Milstein – A Portrait, beweerde Milstein in 1977 dat hij vrijwel niets leerde van Ysaÿe, maar zijn gezelschap zeer op prijs stelde. Milstein was wellicht de laatste grote Russische violist die persoonlijk contact had met Auer. In zijn memoires heeft Auer het niet over Milstein, maar enkel over "twee jongens uit Odessa." De andere was David Oistrach.
In 1921 leerde Milstein Vladimir Horowitz en diens zus Regina kennen, en trad samen met hen op in Kiev. Ze nodigden hem uit om met hen verder te toeren door de Sovjet-Unie. In 1925 gingen ze samen op tournee door West-Europa.
Milstein maakte in 1929 zijn debuut in Amerika met Leopold Stokowski en het Philadelphia Orchestra. Hij vestigde zich uiteindelijk in New York, en werd genaturaliseerd tot Amerikaans staatsburger. Hij trad nog regelmatig op in Europa en verbleef dan bij voorkeur in Londen en Parijs. 
Milstein was ook actief als componist, waaronder zijn eigen cadens voor veel concerto's. Een van zijn bekendste werken is Paganiniana, een fantasie op thema's van Paganini.
Al vroeg maakte hij grammofoonopnamen. Bijzondere vermelding verdient het in 1947 opgenomen vioolconcert van Mendelssohn met het Philharmonisch Orkest van New York o.l.v. Bruno Walter. Het werd in de Verenigde Staten als eerste uitgebracht op de toen nieuwe 33 toeren langspeelplaat.
In 1975 kreeg Milstein een Grammy Award voor zijn versie van Bachs Sonates en parita's. In 1968 werd hij opgenomen in het Franse Legioen van Eer.
Tot ver in de jaren 80 bleef Milstein optreden. Zijn laatste optreden was in Stockholm in juli 1986. Kort na dit optreden brak hij zijn hand bij een ongeluk, en moest zijn carrière stoppen.
In 1990 verschenen zijn memoires, From Russia to the West. Hij schreef het boek samen met Solomon Volkov. Milstein kon uitgebreid vertellen over het Russische muziekleven vanaf de jaren tien van de twintigste eeuw, over zijn omgang met componisten en solisten, maar gaf in het boek ook uiting aan zijn scherpe anti-communistische houding. Toen hij op latere leeftijd een concertreis naar zijn vroegere vaderland kon maken, mede betaald door de Verenigde Staten, weigerde hij. 
Milstein trouwde tweemaal, zijn tweede vrouw Thérèse overleefde hem. Hij stierf in Londen kort voor zijn 89e verjaardag.